# Horst Lommer
Horst Lommer (19 de noviembre de 1904 – 17 de octubre de 1969) fue un poeta y actor alemán.

## Biografía
Nacido en Groß-Lichterfelde, actualmente parte de Berlín, Alemania, su padre era el doctor Hermann Lommer. Tras su formación primaria estudió historia, germanística y filosofía en Berlín. Su amigo de años escolares Sebastian Haffner le convenció para estudiar en la Academia de Artes Dramáticas Ernst Busch, en Berlín. Allí se formó actor con Leopold Jessner, consiguiendo después trabajar como tal en Gera, Königsberg, Düsseldorf y Colonia.
Bajo la dirección de Gustaf Gründgens, en los años siguientes Horst Lommer interpretó casi exclusivamente papeles de reparto en el Staatstheater de Berlín. Tras el ascenso al poder de los Nazis, en 1934 entró en el Partido Nacionalsocialista Obrero Alemán. En 1940 interpretó el papel de un oficial en la película antisemita El judío Süß.
Lommer desarrolló una estrecha amistad con el director Jürgen Fehling, y superó la Segunda Guerra Mundial gracias a su amistad con Peter Huchel, que lo escondió en la casa de un conocido. Finalizada la contienda, vivió como escritor independiente en Berlín Occidental y Oriental. Fue empleado del Die Weltbühne, del Tägliche Rundschau, del Der Tagesspiegel, del Ulenspiegel y del Berliner Rundfunks. Fue miembro de la Asociación de Protección de Autores Alemanes (Schutzverband deutscher Autoren) hasta su disolución en mayo de 1951. Fue autor del volumen de poemas “Das Tausendjährige Reich”, de texto políticos como “Aus dem Vokabelheft der Nazis”, y dramáticos como “Thersites und Helena” y “Die Arche Noah”.
Lommer dejó la DDR y se trasladó a la República Federal de Alemania, asentándose en Fráncfort del Meno. Allí fue editor de la revista cultural Die Aktion, financiada por Estados Unidos. Además, trabajó también como redactor publicitario. Sin embargo, en la República Federal era considerado comunista, lo cual dificultaba que pudiera publicar bajo su nombre o actuar.
A mediados de los años 1950, Horst Lommer empezó a trabajar como autor y actor en el cabaret literario Das Kom(m)ödchen. A finales de la década escribía guiones para la Nordwestdeutscher Rundfunk, por lo que se mudó a Lübeck con su esposa y su hijo. También escribió para la televisión hasta 1969, colaborando con la Norddeutscher Rundfunk y la Südwestfunk. 
Horst Lommer falleció en 1969 en Berlín-Charlottenburg. Su patrimonio se conserva en el Archivo Cinematográfico de la Academia de las Artes de Berlín.

## Radio
- 1947 : Con Günther Osswald: Der General, dirección de Peter Elsholtz (Berliner Rundfunk)